# لوری سیرینگ
لوری سیرینگ (به انگلیسی: Lauri Siering) (زادهٔ ۲۳ فوریهٔ ۱۹۵۷) شناگر اهل ایالات متحده آمریکا است.